# Seaca de Câmp (gmina)
Seaca de Câmp – gmina w Rumunii, w okręgu Dolj. Obejmuje miejscowości Piscu Nou i Seaca de Câmp. W 2011 roku liczyła 1965 mieszkańców.